# Alpaida yuto
Alpaida yuto là một loài nhện trong họ Araneidae.
Loài này thuộc chi Alpaida. Alpaida yuto được Herbert Walter Levi miêu tả năm 1988.